# 2022 수페르코파 데 에스파냐 결승전
2022 수페르코파 데 에스파냐 결승전(스페인어: La Final de la Supercopa de España de Fútbol 2022)은 스페인 축구 리그 시스템에 소속된 구단들이 참가하는 연간 슈퍼컵 대회인 수페르코파 데 에스파냐의 38번째 대회 수페르코파 데 에스파냐 2021-22의 우승 구단을 가리기 위해 진행된 경기이다. 이 경기는 2022년 1월 16일, 사우디아라비아 리야드의 파흐드 국왕 국제경기장에서 진행되었다. 이 경기는 전 시즌 코파 델 레이를 준우승한 아틀레틱 빌바오와 라 리가를 준우승한 레알 마드리드 간의 더비 경기로, 두 구단이 주요 대회 결승전에서 맞대결을 펼친 것은 1958년 코파 결승전 이후로는 처음이다.
레알 마드리드는 이 경기에서 2-0으로 승리를 쟁취하며 통산 12번째 우승을 거두었다.

## 참가 구단
| 구단            | 자격                        | 역대 대회 성적 (굵은 글씨는 우승 연도)                                                                 |
| --------------- | --------------------------- | --- |
| 아틀레틱 빌바오 | 코파 델 레이 2020-21 준우승 | 5 (1983, 1984, 2009, 2015, 2020–21)                                                                    |
| 레알 마드리드   | 라리가 2020-21 준우승       | 16 (1982, 1988, 1989, 1990, 1993, 1995, 1997, 2001, 2003, 2007, 2008, 2011, 2012, 2014, 2017, 2019–20) |

1. ↑  아틀레틱 빌바오 1983-84 시즌에 2관왕을 달성함에 따라 1984년 수페르코파 데 에스파냐도 자동으로 우승했다.
2. ↑  레알 마드리드는 1988-89 시즌에 2관왕을 달성함에 따라 1989년 수페르코파 데 에스파냐도 자동으로 우승했다.

## 결승전까지의 경기
| 아틀레틱 빌바오     | 아틀레틱 빌바오 | 단계         | 레알 마드리드 | 레알 마드리드 |
| ------------------- | --------------- | ------------ | ------------- | ------------- |
| 상대                | 결과            | 2021-22 시즌 | 상대          | 결과          |
| 아틀레티코 마드리드 | 2–1             | 준결승전     | 바르셀로나    | 3–2 (연)      |

## 상세 경기 정보
| 아틀레틱 빌바오 | 0 - 2  | 레알 마드리드                      |
| --------------- | ------ | ---------------------------------- |
|                 | 리포트 | 모드리치 38′ · 벤제마 52′ (페널티) |

| 아틀레틱 | 레알 마드리드 |

| GK         | 1          | 우나이 시몬            |     |     |
| RB         | 18         | 오스카르 데 마르코스   |     |     |
| CB         | 5          | 예라이 알바레스        | 90′ |     |
| CB         | 4          | 이니고 마르티네스      |     |     |
| LB         | 24         | 미켈 발렌시아가        |     | 58′ |
| RM         | 7          | 알렉스 베렝게르        |     | 46′ |
| CM         | 14         | 다니 가르시아          | 77′ |     |
| CM         | 19         | 오이에르 사라가        |     | 58′ |
| LM         | 10         | 이케르 무니아인 (주장) |     | 81′ |
| CF         | 8          | 오이안 산세트          |     | 58′ |
| CF         | 9          | 이냐키 윌리암스        |     |     |
| 교체 선수: |            |                        |     |     |
| GK         | 26         | 훌렌 아기레사발라      |     |     |
| DF         | 12         | 다니엘 비비안          |     |     |
| DF         | 15         | 이니고 레쿠에          |     |     |
| DF         | 17         | 유리 베르치체          |     | 58′ |
| DF         | 21         | 안데르 카파            |     |     |
| MF         | 2          | 알렉스 페차로만        |     |     |
| MF         | 6          | 미켈 베스가            |     | 58′ |
| MF         | 23         | 페루 놀라스코아인      |     |     |
| MF         | 33         | 니코 가르시아          |     | 81′ |
| FW         | 22         | 라울 가르시아          |     | 58′ |
| FW         | 30         | 니코 윌리암스          |     | 46′ |
| 감독:      |            |                        |     |     |
| 마르셀리노 | 마르셀리노 | 마르셀리노             | 51′ |     |

| GK              | 1  | 티보 쿠르투아       |     |       |
| RB              | 17 | 루카스 바스케스     |     | 90+1′ |
| CB              | 3  | 에데르 밀리탕       | 87′ |       |
| CB              | 4  | 다비트 알라바       |     |       |
| LB              | 23 | 펠랑 망디           |     |       |
| DM              | 14 | 카제미루            |     |       |
| CM              | 8  | 토니 크로스         |     |       |
| CM              | 10 | 루카 모드리치       |     |       |
| RF              | 21 | 호드리구            |     | 64′   |
| CF              | 9  | 카림 벤제마 (주장)  |     |       |
| LF              | 20 | 비니시우스 주니오르 |     | 86′   |
| 교체 선수:      |    |                     |     |       |
| GK              | 13 | 안드리 루닌         |     |       |
| GK              | 40 | 토니 푸이디아스     |     |       |
| DF              | 6  | 나초                |     | 90+1′ |
| DF              | 12 | 마르셀루            |     | 86′   |
| MF              | 15 | 페데리코 발베르데   |     | 64′   |
| MF              | 19 | 다니 세바요스       |     |       |
| MF              | 22 | 이스코              |     |       |
| MF              | 25 | 에두아르도 카마빙가 |     |       |
| FW              | 7  | 에덴 아자르         |     |       |
| FW              | 16 | 루카 요비치         |     |       |
| 감독:           |    |                     |     |       |
| 카를로 안첼로티 |    |                     |     |       |

| 최우수 선수: 루카 모드리치 (레알 마드리드) 부심: 라울 카바녜로 마르티네스 (무르시아) 호세 가예고 가르시아 (무르시아) 대기심: 이시드로 디아스 데 메라 에스쿠데로스 (카스티야-라 만차) 제2 대기심: 파우 세브리안 데비스 (발렌시아) 비디오 판독심: 다비드 메디에 히메네스 (카탈루냐) 비디오 판독 부심: 하비에르 알베롤라 로하스 (카스티야-라 만차) | 경기 규정 - 90분. - 필요시 연장전 30분. - 이후에도 동률시 승부차기. - 교체 선수 11명 등록. - 최대 선수 5명 교체 가능, 연장전 돌입시 6번째 선수 교체 가능. |

## 참고
1. ↑  기존에 정규시간 및 연장전 후반 시작을 제외하고 최대 선수 3명을 교체할 수 있었으며, 연장전 돌입시 1명 추가 선수 교체 가능했다.